# Michel Louwagie

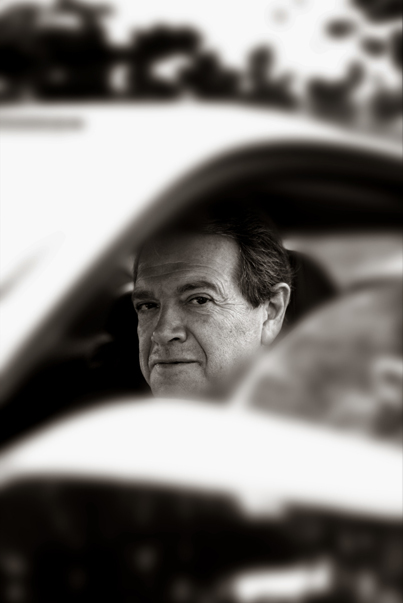
Michel Louwagie (2015)

Michel Louwagie (Brugge, 1 januari 1956) is een voormalig Belgisch sportmanager. Hij was manager en technisch directeur bij KAA Gent. Hij was tevens voorzitter van de Koninklijke Belgische Zwembond, een functie die hij tussen 1998 en 2018 uitoefende. Nu is hij hier nog steeds ere-voorzitter.
Hij werd geboren en getogen in Brugge en was tot zijn dertiende jeugdspeler bij Cercle Brugge. In 1978 behaalde hij aan de Universiteit Gent de graad van licentiaat in de lichamelijke opvoeding. In 1974 werd hij kampioen van België op de 100 meter rugslag. Hij was tevens Belgisch recordhouder 200 meter rugslag.

## Loopbaan
Louwagie stond aan het roer van de Koninklijke Belgische Zwembond. Hiervoor werd hij op 3 mei 2014 herverkozen.
Louwagie stapte als sportmanager het voetbal in. Hij mocht in 1990 stage lopen bij KAA Gent en voerde dit met succes uit, want hij werd aangenomen. Hij werd als sportmanager meteen derde in de eindstand met Gent en maakte een hoogtepunt in de clubgeschiedenis mee, want Gent haalde de kwartfinales van de Uefa Cup in het seizoen 1992-1993. Daarna ging het bergafwaarts met de club, want de club kwam in financiële problemen.
Gent flirtte in die tijd met faillissement, maar toen Ivan De Witte het roer overnam als voorzitter van Jean Van Milders, werd de schuldenberg van 23 miljoen euro weggewerkt. Louwagie ontdekte onder andere Bryan Ruiz, Roberto Rosales en Yassine El Ghanassy.
Hij zorgde er, in samenwerking met de stad, na enkele jaren voor dat, onder leiding van toenmalig schepen van sport en op het ogenblik van de opening burgemeester Daniël Termont, de club kon verhuizen naar de gloednieuwe Ghelamco Arena. Dit betekende een nieuwe stimulans in de uitbouw van de club, want na nog één moeilijk jaar op sportief vlak werd de ploeg in 2014-2015 voor de eerste maal kampioen in eerste klasse en betekende dit dat er een jaar later Champions League mocht gespeeld worden.